# Sleep (гурт)
Sleep — американський метал-гурт із Сан-Хосе, Каліфорнія. Деякі критики вважають колектив  «певно, найкращим стоунер-рок-гуртом» та помічають їх вагомий вклад у тяжку музику того часу. За достатньо короткий час існування, гурт записав один із найтяжчих дум-метал альбомів, коли небудь записаних. Проте через проблеми зі студіями звукозапису колектив розпадається у кінці 90-х. Гурт відновив свою діяльність 2009 року та виступав на концертах по всьому світу. У листопаді 2019 року Sleep оголошують про безстрокову перерву, проте вже 20 квітня 2021 року випускають міні-альбом Iommic Life.

## Учасники

### Остаточний склад
- Аль Сіснерос — бас-гітара, вокал
- Метт Пайк — гітара
- Джейсон Роедер — ударні

### Колишні учасники
- Кріс Хакіус — ударні (1990—1998)
- Джастін Марлер — гітара (1990—1991)

## Дискографія
Студійні альбоми
- Volum One (1991)
- Sleep's Holy Mountain (1992)
- Jerusalem (1999)
- Dopesmoker (2003)
- The Sciences (2018)

Міні-альбоми
- Volume Two (1992)
- Iommic Life (2021)